# Leni Fischer
Leni Fischer é uma política alemã da União Democrata-Cristã (CDU) e ex-membro do Bundestag alemão.
Fischer foi membro do Bundestag alemão de 1976 a 1998. Ela sempre havia ingressado no parlamento pela lista do estado da Renânia do Norte-Vestfália. No Bundestag, ela lidou principalmente com questões de política externa.